# Shōtō Uno
Shōtō Uno (japanisch 宇野 勝翔 Uno Shōtō; * 17. Mai 2001) ist ein japanischer Leichtathlet, der sich auf den Sprint spezialisiert hat.

## Sportliche Laufbahn
Erste internationale Erfahrungen sammelte Shōtō Uno im Jahr 2023, als er bei den Asienspielen in Hangzhou in 21,07 s den achten Platz im 200-Meter-Lauf belegte und mit der japanischen 4-mal-100-Meter-Staffel in 38,44 s gemeinsam mit Yoshihide Kiryū, Yūki Koike und Koki Ueyama die Silbermedaille hinter dem chinesischen Team gewann.

## Persönliche Bestzeiten
- 100 Meter: 10,21 s (+0,8 m/s), 29. Juli 2023 in Fukui
- 200 Meter: 20,49 s (+0,4 m/s), 1. Juni 2023 in Osaka